# Gamasutra
Gamasutra là một website ra đời vào năm 1997 tập trung vào mọi khía cạnh của việc phát triển trò chơi điện tử. Nó được sở hữu và vận hành bởi UBM TechWeb (trước đây là một phần của CMP Media), một bộ phận của Unite Business Media, và hoạt động như một xuất bản phẩm trực tuyến có quan hệ bạn bè với tạp chí in Game Developer. Gamasutra và đội ngũ biên tập viên của website đã đoạt được giải Webby vào các năm 2006 và 2007; năm từ trong bài phát biểu được chọn của họ lần lượt là "Heart plus science equals games" (tạm dịch: "Trái tim cộng khoa học bằng trò chơi") và "Art plus science, still games" (tạm dịch: "nghệ thuật cộng khoa học, vẫn bằng trò chơi").